# Cycles d'assemblée et législatures du pays de Galles
Depuis la mise en œuvre de la dévolution du pouvoir en 1999, six cycles d’assemblée et législatures ont été successivement ouverts au pays de Galles.
| Cycle législatif | Nom                                        | Élection                         | Mandat                           | Mandat                  | Membres                        | Séance inaugurale |
| Cycle législatif | Nom                                        | Élection                         | Date de début                    | Date de fin             | Membres                        | Séance inaugurale |
| ---------------- | ------------------------------------------ | -------------------------------- | -------------------------------- | ----------------------- | ------------------------------ | ----------------- |
| Ier              | Assemblée nationale pour le pays de Galles | 6 mai 1999                       | 7 mai 1999                       | 30 avril 2003           | Composition entre 1999 et 2003 | 12 mai 1999       |
| IIe              | Assemblée nationale pour le pays de Galles | 1er mai 2003                     | 2 mai 2003                       | 2 mai 2007              | Composition entre 2003 et 2007 | 8 mai 2003        |
| IIIe             | Assemblée nationale pour le pays de Galles | 3 mai 2007                       | 4 mai 2007                       | 31 mars 2011            | Composition entre 2007 et 2011 | 9 mai 2007        |
| IVe              | Assemblée nationale pour le pays de Galles | 5 mai 2011                       | 6 mai 2011                       | 5 avril 2016            | Composition entre 2011 et 2016 | 11 mai 2011       |
| Ve               | Assemblée nationale pour le pays de Galles | 5 mai 2016                       | 6 mai 2016                       | 29 avril 2021           | Composition entre 2016 et 2021 | 11 mai 2016       |
| Ve               | Parlement gallois                          | 5 mai 2016                       | 6 mai 2016                       | 29 avril 2021           | Composition entre 2016 et 2021 | 11 mai 2016       |
| VIe              | 6 mai 2021                                 | En fonction depuis le 8 mai 2021 | En fonction depuis le 8 mai 2021 | Composition depuis 2021 | 12 mai 2021                    |                   |